# Теорема Мура о факторпространстве
Теорема Мура о факторпространстве — классическое утверждение двумерной топологии, даёт достаточное условие на то, что факторпространство сферы гомеоморфно двумерной сфере.
Доказана Робертом Муром в 1925 году.

## Формулировки
Пусть {\displaystyle f\colon \mathbb {S} ^{2}\to X} — сюръективное непрерывное отображение двумерной сферы {\displaystyle \mathbb {S} ^{2}} на хаусдорфово пространство {\displaystyle X}.
Предположим, что для любой точки {\displaystyle x\in X} прообраз {\displaystyle f^{-1}\{x\}}, а также его дополнение {\displaystyle \mathbb {S} ^{2}\backslash f^{-1}\{x\}} связны.
Тогда {\displaystyle X} гомеоморфно {\displaystyle \mathbb {S} ^{2}}, более того отображение {\displaystyle f\colon \mathbb {S} ^{2}\to X} есть предел гомеоморфизмов {\displaystyle f_{n}\colon \mathbb {S} ^{2}\to X}.

### Замечания
Эквивалентная формулировка теоремы даётся на языке отношения эквивалентности на {\displaystyle \mathbb {S} ^{2}}. Отображение {\displaystyle f\colon \mathbb {S} ^{2}\to X} задаёт отношение эквивалентности {\displaystyle \sim } на {\displaystyle \mathbb {S} ^{2}}, определяемое как 
{\displaystyle x\sim y\iff f(x)=f(y).}
Классы эквивалентности {\displaystyle [x]=\{\,y\in \mathbb {S} ^{2}\mid x\sim y\,\}} образуют полунепрерывное семейство замкнутых множеств. 
То есть, если {\displaystyle x_{n}\to x}, {\displaystyle y_{n}\to y} и {\displaystyle x_{n}\sim y_{n}} для любого {\displaystyle n}, тогда {\displaystyle x\sim y}.
- Если {\displaystyle \sim } — отношение эквивалентности на {\displaystyle \mathbb {S} ^{2}} с полунепрерывными замкнутыми классами эквивалентности такими и для любого {\displaystyle x} множества {\displaystyle [x]} и {\displaystyle \mathbb {S} ^{2}\backslash [x]} связны, то фактор пространство {\displaystyle \mathbb {S} ^{2}/\sim } гомеоморфно {\displaystyle \mathbb {S} ^{2}}.

## Вариации и обобщения
В старших размерностях необходимым для существования близкого гомеоморфизма, сюръекция {\displaystyle f\colon M\to X} из многообразия {\displaystyle M} на хаусдорфово пространство {\displaystyle X} должна быть клеточной. Это означает, что для любой точки {\displaystyle x\in X} и любого открытого множества {\displaystyle U}, содержащего прообраз {\displaystyle f^{-1}\{x\}}, можно найти замкнутое множество {\displaystyle B}, гомеоморфное шару, такое что {\displaystyle f^{-1}\{x\}\subset B\subset U}.